# Kim Emmen
Kim Emmen, född 21 mars 1995, är en nederländsk ryttare.
Emmen ingick i det nederländska laget som placerade sig på en fjärde plats vid OS 2024. I finalhoppningen hoppade ekipaget felfritt.